# Alan Huckle
Alan Edde Huckle (1948. június 15. –) brit külbirtoki adminisztrátor. Ő volt a Brit Indiai-óceáni Terület és a Brit Antarktiszi Terület vezetője 2001 és 2004 között. 2003 júliusában a karib-tengeri Anguilla kormányzójává nevezték ki. A hivatalt 2004. május 28-án foglalta el, s 2006 júliusában Andrew George váltotta.
2005 júliusában bejelentették, hogy Huckle hamarosan elhagyja Anguillát, mert ő lesz a brit tengerentúli területnek számító Falkland-szigetek vezetője és Déli-Georgia és Déli-Sandwich-szigetek kormányzója. Ezek a területek az Atlanti-óceán déli részén fekszenek. Ezeket a pozíciókat Howard Pearce-től 2006 tavaszán vette át.